# Thysanocardia
Thysanocardia is een geslacht in de taxonomische indeling van de Sipuncula (Pindawormen).
Het geslacht behoort tot de familie Golfingiidae. Thysanocardia werd in 1950 beschreven door Fisher.

## Soorten
Thysanocardia omvat de volgende soorten:
- Thysanocardia catharinae
- Thysanocardia nigra
- Thysanocardia procera